# Birutė (nome)
Birutė  è un nome proprio di persona lituano femminile.

## Varianti in altre lingue
- Lettone: Biruta
- Polacco: Biruta

## Origine e diffusione

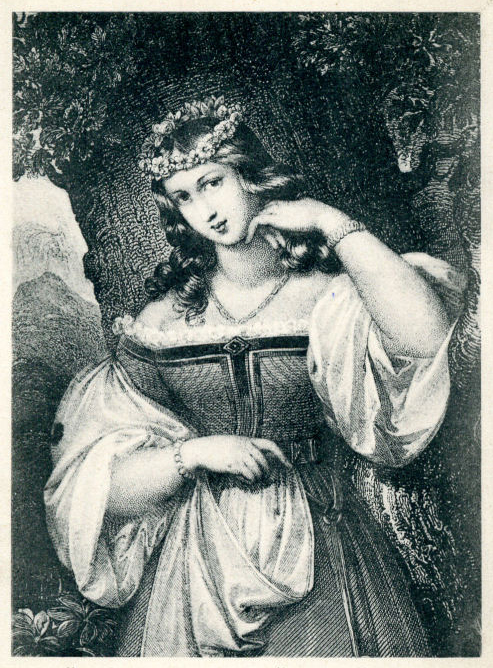
Birutė

Nome di origine incerta, forse derivante dal verbo lituano birti ("spargere", "versare") combinato con un suffisso diminutivo. Venne portato da Birutė, la seconda moglie di Kęstutis, madre di Vytautas il Grande.

## Onomastico
Nessuna santa ha mai portato questo nome, che è quindi adespota; l'onomastico può essere festeggiato eventualmente il 1º novembre, giorno di Ognissanti.

## Persone
- Birutė Kalėdienė, giavellottista lituana
- Birutė Šakickienė, canottiera lituana